# Ptychochromis
Ptychochromis es un género de peces de la familia Cichlidae en el orden de los Perciformes. Son endémicos de ríos y lagos en Madagascar. Una especie (P. grandidieri) también  pueden ser vista en agua salobre. La mayoría de las especies de este género se encuentran amenazadas, y P. Onilahy probablemente se haya extinguido. La mayoría alcanza una longitud de entre 12-15 cm (4,7 a 5,9 pulgadas), pero P. insolitus sólo alcanza 5,5 cm (2,2 pulgadas), mientras que P. grandidieri y P. oligacanthus alcanzan entre 21-25 cm (8/3 a 9/8 pulgadas).

## Especies
Las especies de este género son:
- Ptychochromis curvidens Stiassny & Sparks, 2006
- Ptychochromis ernestmagnusi Sparks & Stiassny, 2010
- Ptychochromis grandidieri Sauvage, 1882
- Ptychochromis inornatus Sparks, 2002
- Ptychochromis insolitus Stiassny & Sparks, 2006
- Ptychochromis loisellei Stiassny & Sparks, 2006
- Ptychochromis makira Stiassny & Sparks, 2006
- Ptychochromis oligacanthus (Bleeker, 1868)
- Ptychochromis onilahy Stiassny & Sparks, 2006